# Arrondissement di Beauvais
L'arrondissement di Beauvais è un 'arrondissement dipartimentale della Francia situato nel dipartimento dell'Oise, nella regione dell'Alta Francia.

## Storia
Fu creato nel 1800, sulla base dei preesistenti distretti.

## Composizione
L'arrondissement è composto da 258 comuni raggruppati in 14 cantoni:
- cantone di Auneuil
- cantone di Beauvais-Nord-Est
- cantone di Beauvais-Nord-Ovest
- cantone di Beauvais-Sud-Ovest
- cantone di Chaumont-en-Vexin
- cantone di Le Coudray-Saint-Germer
- cantone di Crèvecœur-le-Grand
- cantone di Formerie
- cantone di Grandvilliers
- cantone di Marseille-en-Beauvaisis
- cantone di Méru
- cantone di Nivillers
- cantone di Noailles
- cantone di Songeons